# František Půček
František Půček (30. října 1895 Hýsly - 21. září 1968 Lukov) byl římskokatolický kněz působící v obci Nedašov mezi lety 1934-1959. Byl významnou osobností komunistického odporu ve Zlínském kraji. V této obci se stal velmi oblíbeným za službu občanům během 2. světové války i v období po ní. Místní občané jej i dnes vnímají jako člověka neobyčejných kvalit, pamětníci jej popisují jako skromného muže, který svou spravedlností, rozhodností a výbornými komunikačními schopnostmi dokázal přimět své ovečky k následování.

## Případ faráře Půčka
Farář Půček kázal ve svých bohoslužbách lidem, aby nečetli Jiráskovy spisy. To se nelíbilo StB, která jej za to začala pronásledovat, protože to považovala za pobuřování proti republice. Svá kázání ovšem nedašovský kněz neodvolal a tak vše vyvrcholilo v lednu 1949, kdy jej přijela zadržet Státní Bezpečnost. Akce ovšem ještě eskalovala, protože místní občané si nechtěli nechat svého kněze vzít a postavili se tehdejším bezpečnostním složkám na odpor a vyústilo to až k fyzické potyčce. Následovala tvrdá odplata, během níž byla vesnice obklíčena vojskem a vzbouřenci pozatýkáni. Kněz byl vyšetřován, vyslýchán a zavřen do žaláře na dva roky. Dalších čtrnáct lidí bylo vzato do vazby, kde museli podstoupit výslechy doprovázené týráním. Tito muži včetně faráře Půčka projevili při výslechu neuvěřitelnou odvahu a odhodlání.
Po dvou letech se kněz do obce vrátil a byl zde vřele přijat věřícími. Ovšem ani poté neskrýval svůj odpor vůči totalitnímu režimu a podporoval například perzekvovaného faráře Marka.